# Bietlenheim
Bietlenheim je občina v departmaju Bas-Rhin francoske regije Alzacija.
Leta 2012 je v občini živelo 285 oseb oz. 134 oseb/km².